# Meriansborstel
De meriansborstel (Calliteara pudibunda) is een nachtvlinder uit de familie van de spinneruilen (Erebidae) en de onderfamilie van de donsvlinders (Lymantriinae). De soort is vernoemd naar de bekende vlinder- en insectenschilderes Maria Sibylla Merian en de naam verwijst vermoedelijk naar de opvallende borstels op de rug van de rups.

## Kenmerken
De spanwijdte bedraagt tussen de 40 en 60 millimeter.

## Verspreiding en leefgebied
De vlinder komt voor in Europa en Klein-Azië. De vliegtijd is van april tot eind juni. Er vliegt maar een generatie per jaar, die slechts kort leeft.

## Rups en waardplanten
De rups gebruikt een groot aantal struiken en bomen als waardplant, waaronder eiken, wilgen, berken, Prunus-soorten en meidoorns. De rups komt voor in twee kleurvariaties: bruin en geel. De harige en kleurrijke rups is een bijzondere verschijning met zijn vier borstels en pluim op zijn rug.

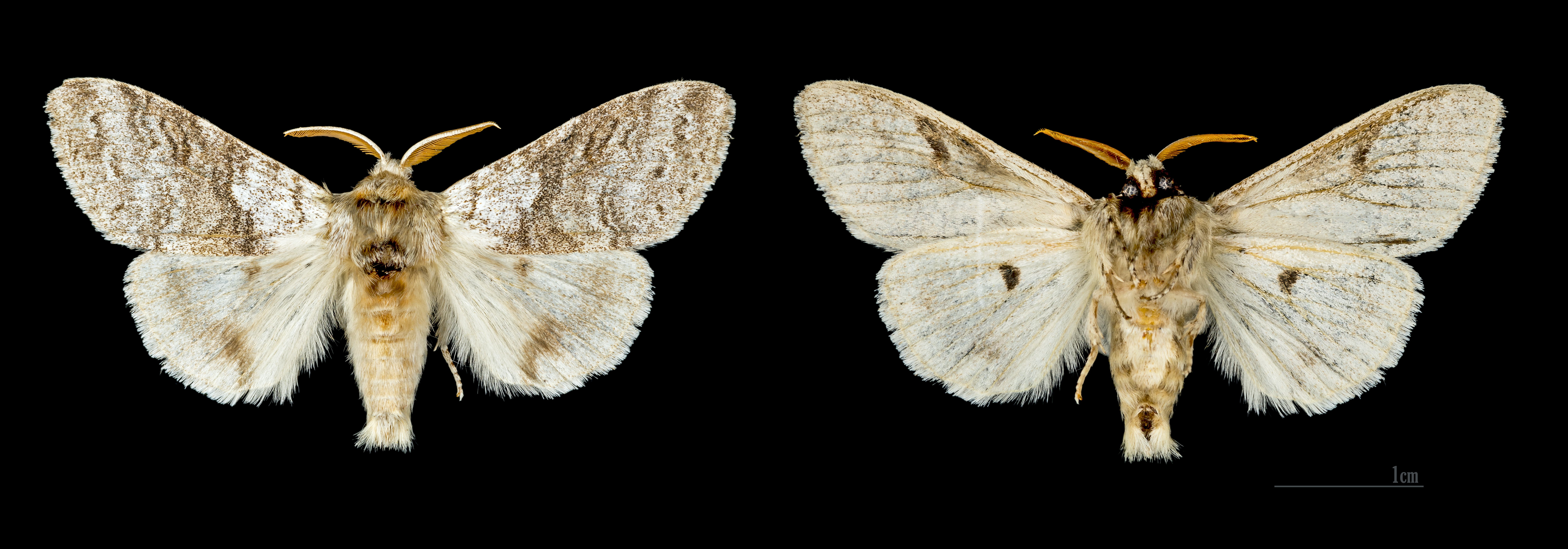
♂
♀
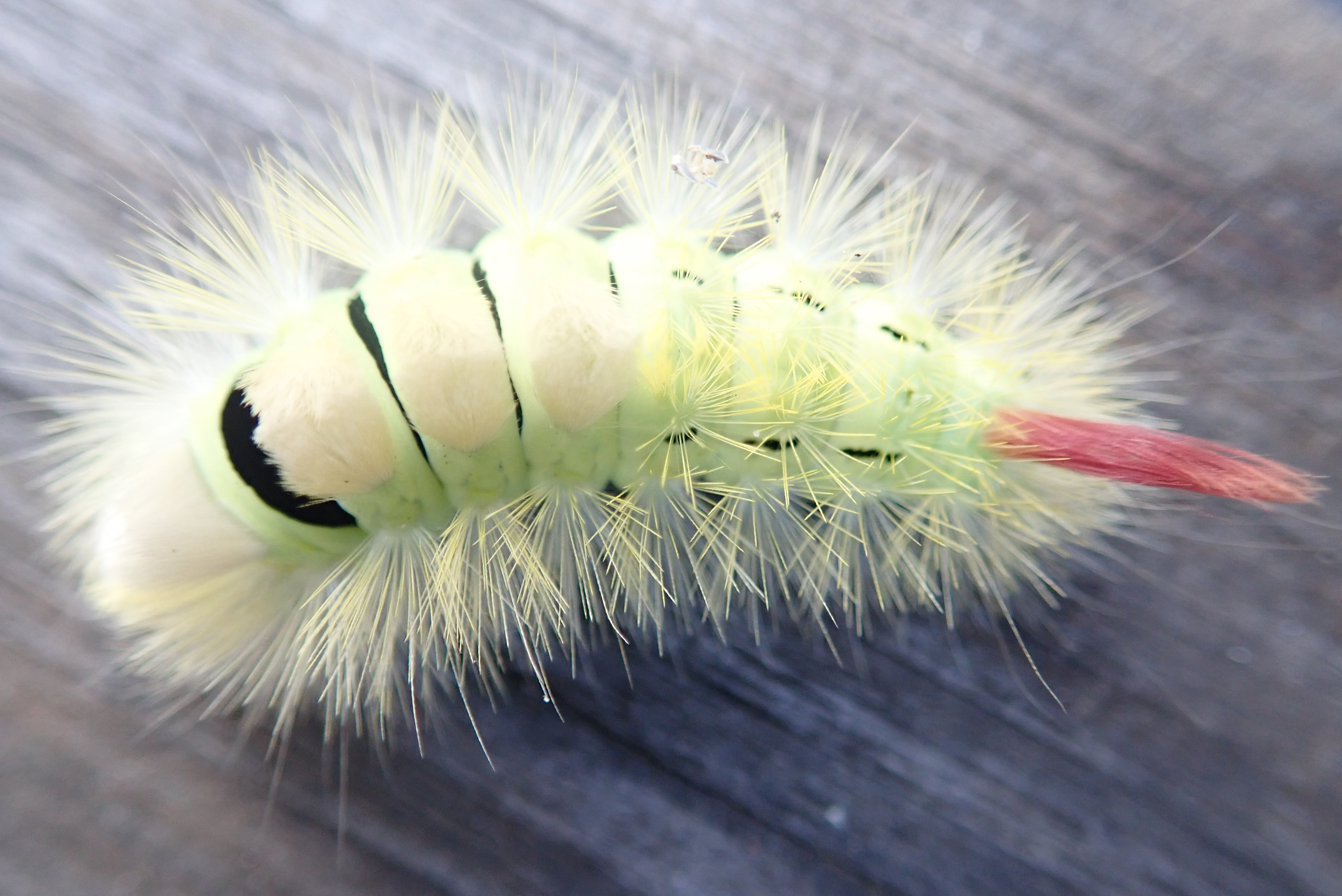
rups

- rups[1]